# (1687) Glarona
(1687) Glarona – planetoida z pasa głównego asteroid okrążająca Słońce w ciągu 5 lat i 218 dni w średniej odległości 3,15 au. Została odkryta 19 września 1965 roku w Observatorium Zimmerwald w Szwajcarii przez Paula Wilda. Nazwa planetoidy pochodzi od doliny w szwajcarskim kantonie Glarus w pobliżu miasta Glarus, gdzie mieszkał odkrywca. Przed nadaniem nazwy planetoida nosiła oznaczenie tymczasowe (1687) 1965 SC.